# جراحی چاقی

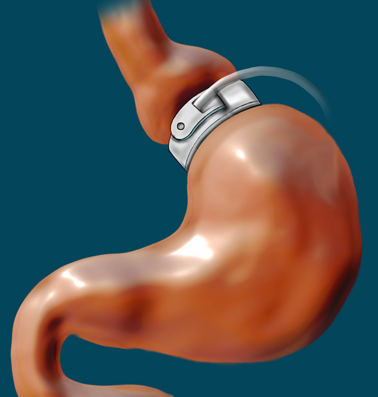
روش حلقه گذاری قابل تنظیم معده

جراحی چاقی (به انگلیسی: bariatric surgery) یکی از درمان‌های چاقی است که با استفاده از تکنیک‌های جراحی، اکثراً با روش‌های لاپاروسکوپی قابل انجام است. افرادی که BMI (شاخص توده بدنی) بین ۲۵–۳۰ دارند نیاز به جراحی نداشته و با رژیم غذایی مناسب و ورزش به وزن ایده‌آل باز خواهند گشت. افرادی که BMI بالاتر از ۳۰ دارند انجام روش‌های لاپاروسکوپی و آندوسکوپی در آن‌ها اندیکاسیون می‌یابد.

## روش‌ها
نام برخی از روش‌ها عبارتند از:
- حلقه گذاری قابل تنظیم معده (Adjustable gastric band)
- بالون معده (Gastric balloon)
- گاسترکتومی آستینی (Sleeve gasterectomy)
- جراحی کنار گذاری معده (ROUX-EN-Y gastric bypas)
- تا کردن معده (Gastric Plication)
- جراحی انحراف بیلیو پانکراتیک (duodenal switch)
- بازسازی معده با حلقه‌گذاری عمودی Vertical banded gastroplasty surgery[۱۰][۱۱][۱۲]

## جدول شاخص جرم بدن
| رده                 | حدود شاخص جرم بدن - kg/m۲ |
| ------------------- | ------------------------- |
| دچار کمبود وزن شدید | کمتر از ۱۶٫۵              |
| کمبود وزن           | از ۱۶٫۵ تا ۱۸٫۵           |
| عادی                | از ۱۸٫۵ تا ۲۵             |
| اضافه وزن           | از ۲۵ تا ۳۰               |
| چاقی کلاس ۱         | از ۳۰ تا ۳۵               |
| چاقی کلاس ۲         | از ۳۵ تا ۴۰               |
| چاقی کلاس ۳         | بیش از ۴۰                 |

## فواید جراحی چاقی
جراحی چاقی به منظور کمک به کاهش وزن اضافه در افرادی بای شاخص توده بدنی بسیار بالا توصیه می شود و به همین دلیل می تواند با مشکلات ناشی نظیر آپنه خواب و پایین بودن کیفیت زندگی مقابله کنید. برخی از سایر مشکلات که جراحی چاقی به رفع آن ها کمک خواهد کرد شامل موارد زیر هستند:
- بیماری های قلبی
- دیابت نوع 2
- فشار خون بالا
- ناباروری
- سکته
- آپنه انسدادی خواب

و سایر موارد نظیر آسیب به مفاصل و ستون فقرات هستند.

## عوارض جراحی چاقی
مانند سایر عمل های جراحی ، جراحی چاقی نیز برخی ریسک ها و عوارض احتمالی به همراه دارد. لازم به ذکر است برخی از این عوارض ریسک آسیب در کوتاه مدت و برخی دیگر ریسک آسیب در بلند مدت را به همراه دارند. این خطرات احتمالی شامل موارد زیر هستند:
- خونریزی بیش از حد
- عفونت
- واکنش های بدن به داروهای بیهوشی
- ایجاد لخته خون
- ایجاد مشکلات ریوی و تنفسی
- ترشح و خروج مایع از سیستم گوارشی
- مرگ (موارد بسیار نادر)

## توصیه‌هایی برای بیماران چاقی
به منظور تصمیم درست و انتخاب راه صحیح برای درمان چاقی، لازم است این افراد به این نکات مهم و حیاتی توجه کنند:
1. سعی گردد با بدست آوردن اطلاعات کافی در مورد درمان بیماران چاق به یک انتخاب صحیح و درست برسند. البته لازم نیست که جزئیات یا تکنیک‌های عمل را بدانند که این خارج از درک افراد غیر پزشک است و تلاش در این مورد توسط بیمار یا جراح بی‌مورد است.
2. انتخاب انواع درمان‌های چاقی براساس بعد احساسی یا چشم و هم چشمی نباشد، که متأسفانه بعضی اعمال جراحی مثل اعمال زیبایی بینی، صورت و … در کشورمان به مرز غیر معقول رسیده و جنبه روانی به خود گرفته.
3. به هیچ وجه تحت تأثیر تبلیغات برخی مراکز، افراد، بنگاه‌ها، فیلم‌ها و به ندرت برخی از جراحان، قرارنگیرند که مثلاً این روش جراحی بسیار خوب است و نتایج خوبی دارد.
4. بسیاری از روش‌های جراحی که در گذشته به عنوان بهترین روش محسوب می‌شدند، امروزه منسوخ شده و چه بسا بهترین روش‌هایی که امروزه تأکید می‌شوند در آینده نیز منسوخ شوند (به دلیل ایجاد عوارض دیررسی که در حال حاضر خود را نشان نمی‌دهند و نیازمند گذر زمان هستند که حتی ممکن است قابل اصلاح نباشند).[۱۴]
5. معیار انتخاب افراد چاق برای تصمیم‌گیری در مورد نوع عمل یا انتخاب جراح، فقط افراد عمل شده یا افراد غیر متخصص نباشد، چراکه ممکن است به دلیل اینکه فرد به تازگی تحت عمل قرارگرفته شده، هنوز آثار دیررس عمل را تجربه نکرده باشد.
6. تجربه همکاران جراح در این عمل، بسیار ضروری می‌باشد که مستلزم زمان و سالیان طولانی کار جراحی می‌باشد و در مدت زمان ۱ یا ۲ سال به دست نمی‌آید و هرچه سابقه طولانی‌تر باشد، اطمینان بیشتری حاصل می‌گردد.
7. هدف در اعمال جراحی چاقی فقط ایجاد کاهش وزن نمی‌باشد، بلکه باید روشی انتخاب و تکنیک‌هایی به کار گرفته و تمهیداتی اعمال شود که ساختار ارگانیکی ارگان‌های دیگر به خطر نیفتد، مثلاً اگر یکسری اصول رعایت نشود و فرد با کاهش وزن شدید و سریعی در مدت کوتاهی مواجه شود، فرد دچار عوارض شدید گوارشی و بیرونروی مداوم یا برعکس، دچار کبد چرب شدید یا نارسائی کلیوی یا دچار عوارض اسکلتی و پوکی استخوان و … خواهد شد.[۱۵]
8. افراد چاق بدانند که بهترین روش برای آن‌ها ممکن است با بهترین روش برای دیگری متفاوت باشد، یعنی نمی‌توان تنها یک روش را به عنوان بهترین روش برای همه در نظر گرفت.[۱۶]
9. اعمال جراحی بیماران چاق روش‌های مختلفی دارد. به عنوان مثال، گاستریک بای پاس، اسلیوگاسترکتومی، گاستریک بایندینگ، دودنال سویچ و …، و هرکدام ممکن است برای فردی بهترین روش باشد و برای دیگری غیرمفید.
10. و در پایان بهترین روش درمان چاقی عبارت است از رژیم توأم با ورزش و در کنار آن مشاوره تغذیه و گاهی مشاوره پزشکان اعصاب؛ که در صورت تلاش و جدیت به روش فوق و ناموفق شدن توصیه به اعمال جراحی چاقی می‌گردد.[۱۷]

## رتبه‌بندی بین‌المللی
ایران مقام سوم را در تولید علم در حوزه جراحی چاقی در بین کشورهای جهان دارد.